# Georgia Nanscawen
Georgia Nanscawen (Melbourne, 27 mei 1992) is een Australisch hockeyster, die voornamelijk als middenveldster speelt. Ze hockeyt bij Essendon Ladies Hockey Club in Essendon en in de AHL hockeyt ze bij de Victorian Vipers, het team van de staat Victoria. Daarnaast kwam ze in 2009 voor het eerst uit voor de nationale ploeg (de Hockeyroos)

## Biografie

### Interlandcarrière
Op 16-jarige leeftijd werd Nanscawen geselecteerd voor de Hockeyroos en op 28 mei 2009 maakte ze op 17-jarige leeftijd haar debuut voor de nationale ploeg. Ze maakte in 2009 deel uit van de selectie voor het wereldkampioenschap voor junioren en voor de Champions Trophy. In 2010 werd ze met het team 5e op het wereldkampioenschap en won ze de gouden medaille op de Gemenebestspelen in Delhi. Het daarop volgende jaar kwalificeerden Nanscawen en de rest van het Australische team zich voor de Olympische Spelen via de Oceania Cup, waarbij het land achter Nieuw-Zeeland als tweede van de twee deelnemers eindigde. In 2011 werd Australië ook zesde bij de Champions Trophy waardoor de hockeysters het jaar daarop in 2012 aan de Champions Challenge mee moesten doen. In de zomer van 2012 behaalde de ploeg de vijfde plaats op de Olympische Spelen in Londen en in het najaar wonnen ze de Champions Challenge in Dublin, waarbij Nanscawen twee keer tot scoren kwam.
Op 27 april 2013 speelde Nanscawen haar 100ste interland in een duel tegen Zuid-Korea in Perth. Met een leeftijd van 20 jaar en 336 dagen werd ze de jongste Hockeyroo die honderd interlands speelde. Ze nam deze titel over van Karen Smith die in 2000 op 21-jarige leeftijd haar 100ste interland speelde. In dat jaar deed ze ook mee met het WK junioren waarin Australië op de zesde plek eindigde. In 2014 werd Nanscawen met haar team zowel tweede in de World League als op het wereldkampioenschap. Bij dat laatste toernooi speelde ze 5 wedstrijden en wist ze niet te scoren. In de zomer van 2014 won de Australische vrouwenploeg de gouden medaille op de Gemenebestspelen in Glasgow; Nanscawen scoorde in Schotland drie keer, waarvan één strafcorner.

### Nevenactiviteiten
Nanscawen is ambassadrice van The Orangutan Project, een organisatie die opkomt voor het beschermen en behouden van orang-oetans in het wild.

## Erelijst
Internationale kampioenschappen
- 2009: 6e WK junioren
- 2009:  Champions Trophy
- 2010: 5e WK
- 2010:  Gemenebestspelen
- 2011:  OC
- 2011: 6e Champions Trophy
- 2012: 5e OS
- 2012:  Champions Challenge
- 2013: 6e WK junioren
- 2014:  World League
- 2014:  WK
- 2015: 6e World League
- 2016: 4e Champions Trophy